# Joan Boqué Reverter
Joan Boqué Reverter (Reus 13 de desembre de 1858 - 23 de gener de 1946) va ser un empresari català.
Era fill de Josep Boqué, cordoner de la Selva del Camp, i de Cristina Reverter, de Reus. Va iniciar-se en el comerç a la botiga de passamaneria que tenia el seu pare al carrer de Monterols de Reus. Va fundar les empreses reusenques «Electro-química de Teruel» convertida més tard en «Carburos de Teruel, S.A.», empresa que va dirigir molts anys. Era un dels socis de «Clariana y Boqué, S.A.», exportadors de vins, i de «Felip i Cia.», exportadors de fruits secs i fabricants d'olis de pinyolada. Presidia «La Industrial Harinera» i «La Hidrofórica», entre altres empreses.
En temps de la Dictadura de Primo de Rivera va ser regidor pel fet que era president de la Cambra de Comerç, entitat que va presidir des del 29 de novembre de 1913 fins al 15 de setembre de 1936, i després encara del 6 de juliol de 1940 fins al 23 de gener de 1946, dia en què va morir.
Va aconseguir que la Mancomunitat de Catalunya autoritzés la creació d'una Escola de Comerç a Reus, i va oferir uns terrenys de la seva propietat al carrer de Sant Joan tocant al Teatre Circ perquè es pogués construir. Finalment no es va materialitzar. Quan el Banc de Reus va fer suspensió de pagaments, va encapçalar les gestions fins que va aconseguir que es signés un conveni amb els creditors.